# Миасский машиностроительный завод
«Миасский машиностроительный завод» — российское промышленное предприятие, расположенное в городе Миасс. Входит в структуру Роскосмоса.
Из-за вторжения России на Украину предприятие внесено в санкционный список всех стран Евросоюза, США, Канады и ряда других стран.

## История
- Октябрь — ноябрь 1959 г. Начало перебазирования из г. Златоуста (станция Уржумка) Специального Конструкторского Бюро по созданию ракет дальнего действия № 385 (СКБ-385 по РДД) в г. Миасс. На базе существующих подразделений бывшего ракетного завода № 139 и цеха № 3 по производству ракетной техники организован экспериментальный завод.
- 1961 г. Объединение завода со Златоустовским машзаводом. Производственные площади в г. Миассе становятся объектом № 3.
- 12 апреля 1988 г. Приказом № 125/с Министерства общего машиностроения создано производственное объединение «Златоустовский машиностроительный завод» (ПО ЗМЗ). На базе существующих производств образованы: Златоустовский химзавод и Миасский машиностроительный завод. Таким образом, заводу было присвоено новое самостоятельное название.
- 24 октября 1991 г. на конференции трудового коллектива Миасского машзавода была принята стратегическая программа, ориентированная на выпуск товаров народно-хозяйственного назначения. Постановлением конференции стало учреждение самостоятельности госпредприятия «Миасский машиностроительный завод». 27 декабря 1991 года постановлением Главы администрации г. Миасса государственное предприятие «ММЗ» было зарегистрировано.
- 4 февраля 1992 г. на основании приказа Министра промышленности РСФСР № 59 Миасский машиностроительный завод обрел статус юридического лица.
- 2001 г. Заводу присвоен статус Федерального государственного унитарного предприятия «Миасский машиностроительный завод». Оно включено в структуру Федерального космического агентства.
- 7 июля 2008 г. ФГУП «ММЗ» было реорганизовано в открытое акционерное общество «Миасский машиностроительный завод».
- В соответствии с концепцией структурных преобразований в период с 2005 по 2010 гг. Миасский машиностроительный завод вошел в состав интегрированной структуры. Постановлением Правительства Российской Федерации головная роль в этой структуре отводится ОАО «ГРЦ им. Макеева». В состав холдинга вошли также: ОАО «НИИ Гермес», ОАО «Красноярский машиностроительный завод», ОАО «Златоустовский машиностроительный завод».
- Имущество челябинского завода Роскосмоса на 72 млн рублей выставили на торги в связи с махинациями директора Андрея Юрчикова, который в 2015 году совершил фиктивную поставку товаров компании "Техпласт", за счет чего предприятие лишилось около 20 млн рублей[3].

## Продукция
- Светодиодные светильники
- Компоненты ракетных систем
- Электроэнергия
- Тепловая энергия
- Пивоваренное оборудование
- Нефтехимическое оборудование

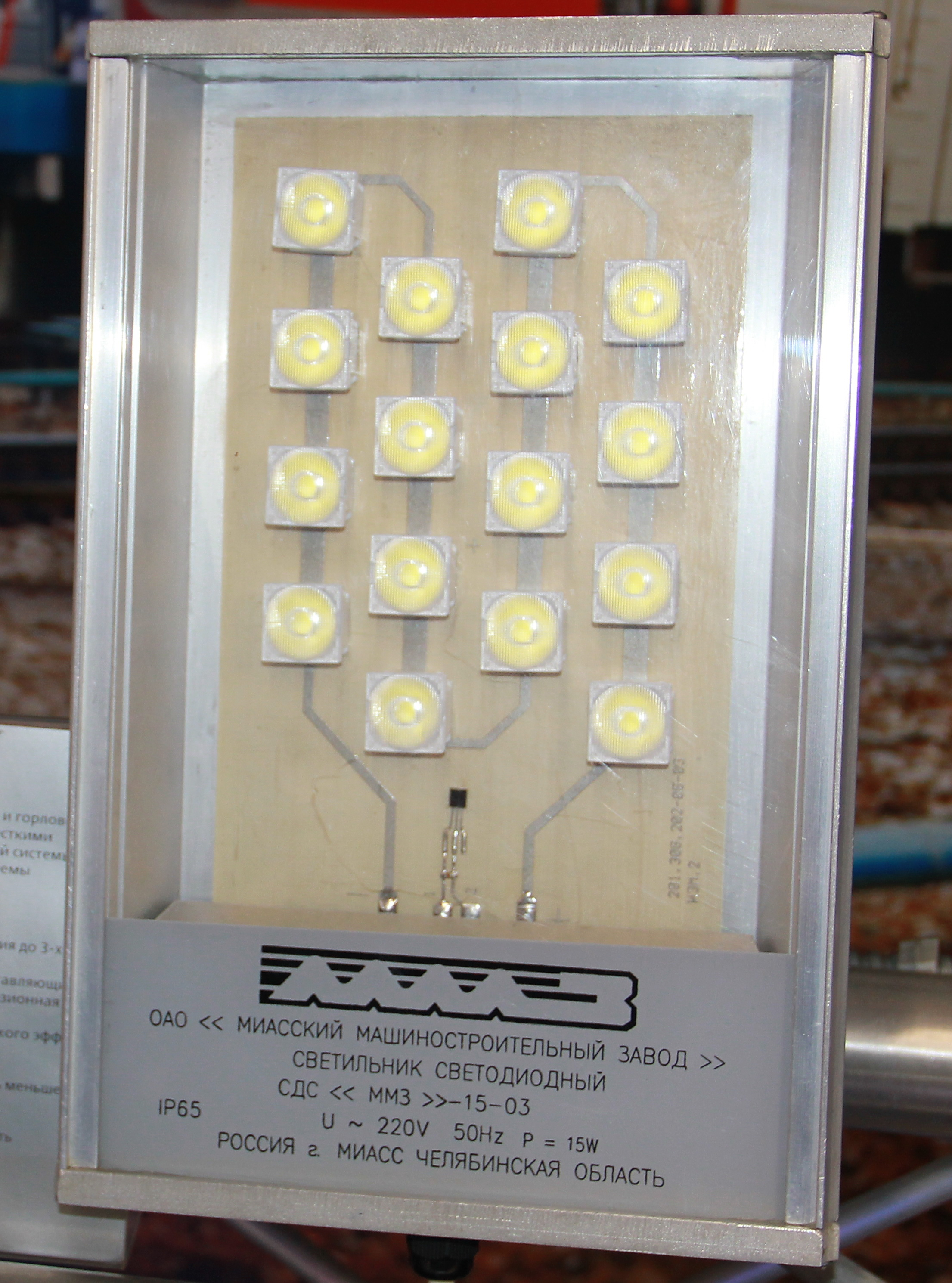
Светодиодный светильник.
Модель СДС «ММЗ» 15-03

- Кондитерское оборудование (производство остановлено)
- Системы отопления (производство остановлено)
- Кварцевое стекло (производство остановлено)

## Производственные мощности
- Механосборочный цех
- Тургоякская ТЭЦ
- Гальванический цех
- Цех по производству пивоваренного оборудования
- Штамповочный цех
- Линия по производству кондитерского оборудования
- Линия по производству нефтехимического оборудования
- Закрытые цеха по производству продукции для ВПК